# Ubinskoje
Ubinskoje (ros. Убинское) – wieś (sieło) w Rosji, w obwodzie nowosybirskim, ośrodek administracyjny rejonu ubińskiego. W 2010 liczyło 5841 mieszkańców.